# Rangers Football Club 2012-2013
Questa voce raccoglie le informazioni riguardanti il Rangers Football Club nelle competizioni ufficiali della stagione 2012-2013.

## Rosa
| N. |                        | Ruolo | Calciatore      |
| -- | ---------------------- | ----- | --------------- |
| 1  | Scozia (bandiera)      | P     | Neil Alexander  |
| 2  | Scozia (bandiera)      | D     | Steven Smith    |
| 3  | Tunisia (bandiera)     | D     | Bilel Mohsni    |
| 4  | Canada (bandiera)      | C     | Fraser Aird     |
| 5  | Scozia (bandiera)      | D     | Lee Wallace     |
| 6  | Scozia (bandiera)      | C     | Lee McCulloch   |
| 7  | Inghilterra (bandiera) | C     | Nicky Law       |
| 8  | Scozia (bandiera)      | C     | Ian Black       |
| 9  | Irlanda (bandiera)     | A     | Jon Daly        |
| 10 | Scozia (bandiera)      | A     | Nicky Clark     |
| 11 | Scozia (bandiera)      | C     | David Templeton |
| 12 | Scozia (bandiera)      | A     | Barrie McKay    |
| 14 | Scozia (bandiera)      | C     | Kal Naismith    |
| 16 | Scozia (bandiera)      | P     | Scott Gallacher |
| 17 | Honduras (bandiera)    | C     | Arnold Peralta  |
| 18 | Brasile (bandiera)     | D     | Emílson Cribari |

| N. |                             | Ruolo | Calciatore      |
| -- | --------------------------- | ----- | --------------- |
| 19 | Irlanda del Nord (bandiera) | C     | Andrew Mitchell |
| 20 | Scozia (bandiera)           | C     | Kyle Hutton     |
| 21 | Scozia (bandiera)           | C     | Robert Crawford |
| 22 | Irlanda del Nord (bandiera) | A     | Dean Shiels     |
| 23 | Scozia (bandiera)           | D     | Richard Foster  |
| 24 | Scozia (bandiera)           | D     | Darren McGregor |
| 30 | Scozia (bandiera)           | A     | Calum Gallagher |
| 31 | Inghilterra (bandiera)      | P     | Steve Simonsen  |
| 32 | Scozia (bandiera)           | D     | Ross Perry      |
| 34 | Scozia (bandiera)           | C     | Andy Murdock    |
| 37 | Canada (bandiera)           | D     | Luca Gasparotto |
| 38 | Scozia (bandiera)           | D     | Craig Halkett   |
| 48 | Scozia (bandiera)           | C     | Tom Walsh       |
| 52 | Scozia (bandiera)           | A     | Ryan Hardie     |